# ن. ت. راما رائو
نانداموری تاراکا راما رائو (انگلیسی: Nandamuri Taraka Rama Rao؛ ‏ ۲۸ مهٔ ۱۹۲۳ – ۱۸ ژانویهٔ ۱۹۹۶death) بازیگر، کارگردان، تهیه‌کننده، تدوین‌گر و سیاستمدار اهل هند بود.
او در سه دوره و در مجموع به‌مدت ۷ سال، رئیس حکومت ایالت آندرا پرادش هند بود.
وی همچنین برندهٔ جوایزی همچون جایزه ناندی و جایزه فیلم‌فیر شده‌است.
او در فیلم ببر بابلی بازی کرده‌است.

## گزیده فیلم‌شناسی
فهرست برخی از فیلم‌هایی که ن. ت. راما رائو در آن‌ها به ایفای نقش پرداخته‌است:
- ببر بابلی
- دختران زیبا، شوهران حیله‌گر
- قاضی چوداری
- برگزیدگی الهه
- شعله
- ساتیام شیوام
- شیر کونداویتی
- سارق بزرگ
- سردار پاپارایودو
- رودی رامودو کونته کریشنا
- بازیکن
- شکارچی
- لاوا کوسا
- بی‌گناه
- هم‌روح